# Coprinellus deliquescens
Coprinellus deliquescens là một loài nấm trong họ Psathyrellaceae. Nó được miêu tả đầu tiên là Agaricus deliquescens năm 1790 bởi nhà nấm học Pháp Bulliard trước khi được xếp vào chi Coprinellus năm 1879 by Petter Karsten.